# Jove sostenint una calavera
Jove sostenint una calavera és un quadre del pintor neerlandès Frans Hals. Està realitzat en l'oli sobre tela. Va ser pintat cap a 1626. El 1980 el va adquirir la National Gallery de Londres, on s'exhibeix amb el títol de Young Man holding a Skull (Vanitas).
Aquesta pintura no és un retrat, sinó una al·legoria de la vanitat, com recorda la calavera que sosté el jove, record de la transitorietat de la vida i la certesa de la mort. L'advertència del quadre és, per tant, que s'ha de pensar en la mort a tota hora, fins i tot durant la joventut.
Frans Hals segueix aquí un tema tradicional de la pintura holandesa: la representació de joves amb calaveres, com pot veure's ja en gravats de principis del segle xvi. El van adoptar també els caravaggistes de l'escola d'Utrecht, vestint els seus models amb roba exòtica. No obstant això, Hals s'aparta d'ells perquè no adopta un fons fosc, sinó clar, i la figura no es desenvolupa des de la foscor cap a la llum.
Destaca igualment en aquesta pintura l'habilitat del pintor a l'hora de representar la mà, estesa, i el crani, ja en la superfície del quadre.